# 腰椎
腰椎（英語：lumbar vertebrae）是肋廓和骨盆之间的五块椎骨，它们是脊柱的最大节段椎骨，特点有二：横突内没有横突孔（只在颈部区域脊椎可见）、椎体两侧没有关节小面（仅在胸部区域脊椎可见）。从顶部开始，代号指定为 L1 到 L5。腰椎有助于支撑身体重量，并允许运动。

## 外部連結
- . SpineUniverse.   [2017-02-15]. （原始内容存档于2021-05-05）.
- . Toronto Western Hospital Department of Anesthesia and Pain Management.   [2017-02-15]. （原始内容存档于2021-04-15）.
- Back Pain Medical Journal for Patients （页面存档备份，存于）
- Lower back pain information （页面存档备份，存于）

Template:Bones of torso

Template:Spinal nerves